# Optisch Theater

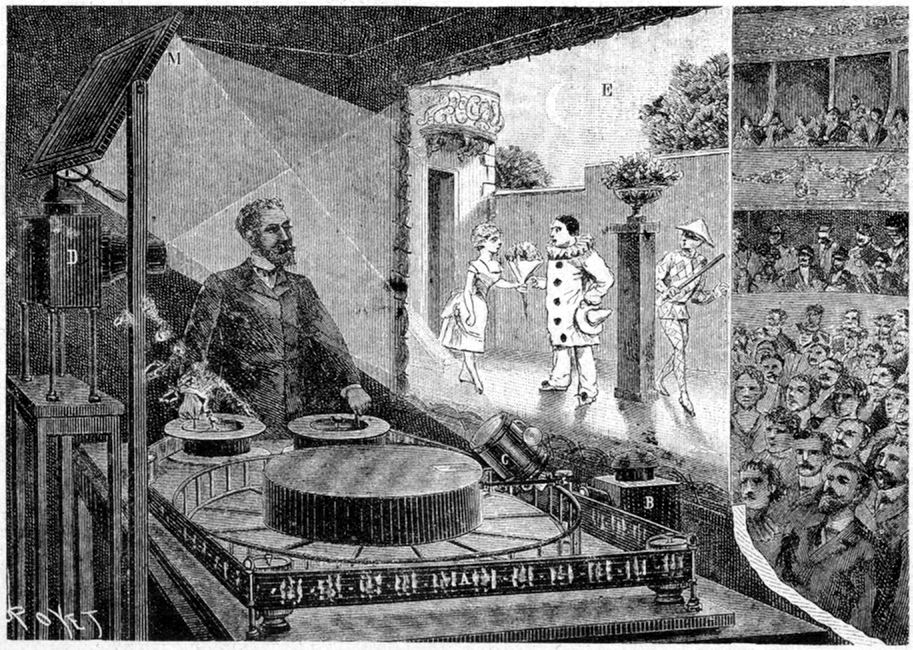
Eerste openbare voorstelling (de film Pauvre Pierrot) met het Optisch Theater in Parijs in 1892

Het Optisch Theater is een uitvinding van Charles-Émile Reynaud. Het is een verbetering van de praxinoscoop die erop gericht is om beelden te projecteren voor een hele groep toeschouwers.
Reynaud gaf er 12.000 voorstellingen gedurende acht jaar. In totaal waren er bij deze voorstellingen ongeveer een half miljoen bezoekers aanwezig.